# Moumour
Moumour ist eine französische Gemeinde mit 818 Einwohnern (Stand 1. Januar 2022) im Département Pyrénées-Atlantiques in der Region Nouvelle-Aquitaine (vor 2016: Aquitanien). Sie gehört zum Arrondissement Oloron-Sainte-Marie und zum Kanton Oloron-Sainte-Marie-1 (bis 2015: Kanton Oloron-Sainte-Marie-Ouest).
Der Name in der gascognischen Sprache lautet Momor. Die Bewohner werden Moumourais und Moumouraises genannt.

## Geographie
Moumour liegt ca. 5 km nordwestlich von Oloron-Sainte-Marie in der historischen Provinz Béarn.
Umgeben wird der Ort von den Nachbargemeinden:
| Orin     |                                             | Verdets             |
|          | Kompassrose, die auf Nachbargemeinden zeigt | Ledeuix             |
| Esquiule |                                             | Oloron-Sainte-Marie |

Moumour liegt im Einzugsgebiet des Flusses Adour am linken Ufer des Gave d’Oloron, einem Nebenfluss des Gave de Pau. Der Ruisseau de Lamiellotte, der Vert und der Ruisseau de Tastillat, Nebenflüsse des Gave d’Oloron, durchqueren das Gebiet der Gemeinde.

## Geschichte
Zu Anfang gab es einen Wachtposten am Zusammenfluss von Vert und Gave d’Oloron, aus sich dem nach und nach eine Burg entwickelte, deren Fundamente aus dem 10. und 11. Jahrhundert datieren. Diese und die kleine Siedlung gelangten im 11. Jahrhundert in den Besitz der Vicomtes von Béarn. Der Grundherr aus der Familie Moncade hatte die Kaufleute ausgeraubt, die auf der alten Straße links des Gave verbeigekommen waren. Dies ließ den Bischof von Oloron, Bernard de Morlanne, auf den Plan treten. Er wandte sich an Margurite de Mocade, die die den Vicomte Gaston VI. vertrat, der zu der Zeit in Spanien Krieg führte. Margurite zögerte nicht lange, den Grundherrn von Moumour abzusetzen und ihm die Burg zu enteignen. Die Vicomtes von Béarn waren wie ein Großteil des okzitanischen Adels mit den Katharern verbündet. Nach deren Untergang wurde der Vicomte Gaston VI. im Jahre 1212 exkommuniziert. 1215 wurde Moumour als Gegenleistung zur Vergebung an die Bischöfe von Oloron übergeben, die dort ihre Sommerresidenz einrichteten und den Besitz bis zur Französischen Revolution behielten mit Ausnahme einiger Jahre während der Hugenottenkriege. Bei der Volkszählung des Béarn im Jahre 1385 wurden 55 Haushalte in Moumour gezählt und das Dorf gehörte zur Bailliage von Oloron. Die Bevölkerung setzte sich hauptsächlich aus Geistlichen zusammen und aufgrund dieses kirchlichen Status war Moumour im 16. Jahrhundert in besonderer Weise von den Hugenottenkriegen betroffen. Moumour liegt damals wie heute an einem der Jakobswege nach Santiago de Compostela. Die vorbeiziehenden Pilger hielten sich nicht zu lange auf, um die heilige Helena zu verehren, Mutter des römischen Kaisers Konstantin und Schutzpatronin der Gemeinde. Wie bei vielen umliegenden Dörfern, so entwickelte sich auch im 18. Jahrhundert in Moumour eine Textilmanufaktur. Zu Beginn des 20. Jahrhunderts richtete die Compagnie du Chemin de fer Pau–Oloron–Mauléon et du Tramway de Bayonne à Biarritz u. a. eine Lokalbahnstrecke von Oloron-Sainte-Marie nach Sauveterre-de-Béarn ein, die auch Moumour bediente.
Toponyme und Erwähnungen von Moumour waren:
- lo casteg do Momor (1249, Notare aus Oloron, Nr. 4, Blatt 50),
- Montmoo (1322, Verträge des Josbaigtals),
- Montmor und Monmoo (1379 bzw. 1383, Verträge des Notars Luntz, Blatt 9),
- Monmor (1385, Volkszählung im Béarn),
- Sent-Johan de Momor (1463, Notare aus Oloron, Nr. 4, Blatt 33),
- Momou (1675, Manuskriptsammlung des 16. bis 18. Jahrhunderts),
- Moumou (1727, Zählung von Legugnon (heute Ortsteil der Gemeinde Oloron-Sainte-Marie)) und
- Moumour (1750, 1793 und 1801, Karte von Cassini, Notice Communale bzw. Bulletin des lois).[7][8][9]

### Einwohnerentwicklung
Nach einem Höchststand der Einwohnerzahl von über 1000 zu Beginn der Aufzeichnungen im ausgehenden 18. Jahrhundert reduzierte sich die Zahl bei kurzen Erholungsphasen bis nach dem Zweiten Weltkrieg auf rund 410, bevor ein besonders in den 1980er Jahren ausgeprägtes Wachstum einsetzte, das bis heute anhält.
| Jahr      | 1962 | 1968 | 1975 | 1982 | 1990 | 1999 | 2006 | 2009 | 2022 |
| --------- | ---- | ---- | ---- | ---- | ---- | ---- | ---- | ---- | ---- |
| Einwohner | 527  | 545  | 506  | 744  | 698  | 731  | 764  | 845  | 818  |

## Sehenswürdigkeiten

### PfarrkircheSaint-Jean-Baptiste

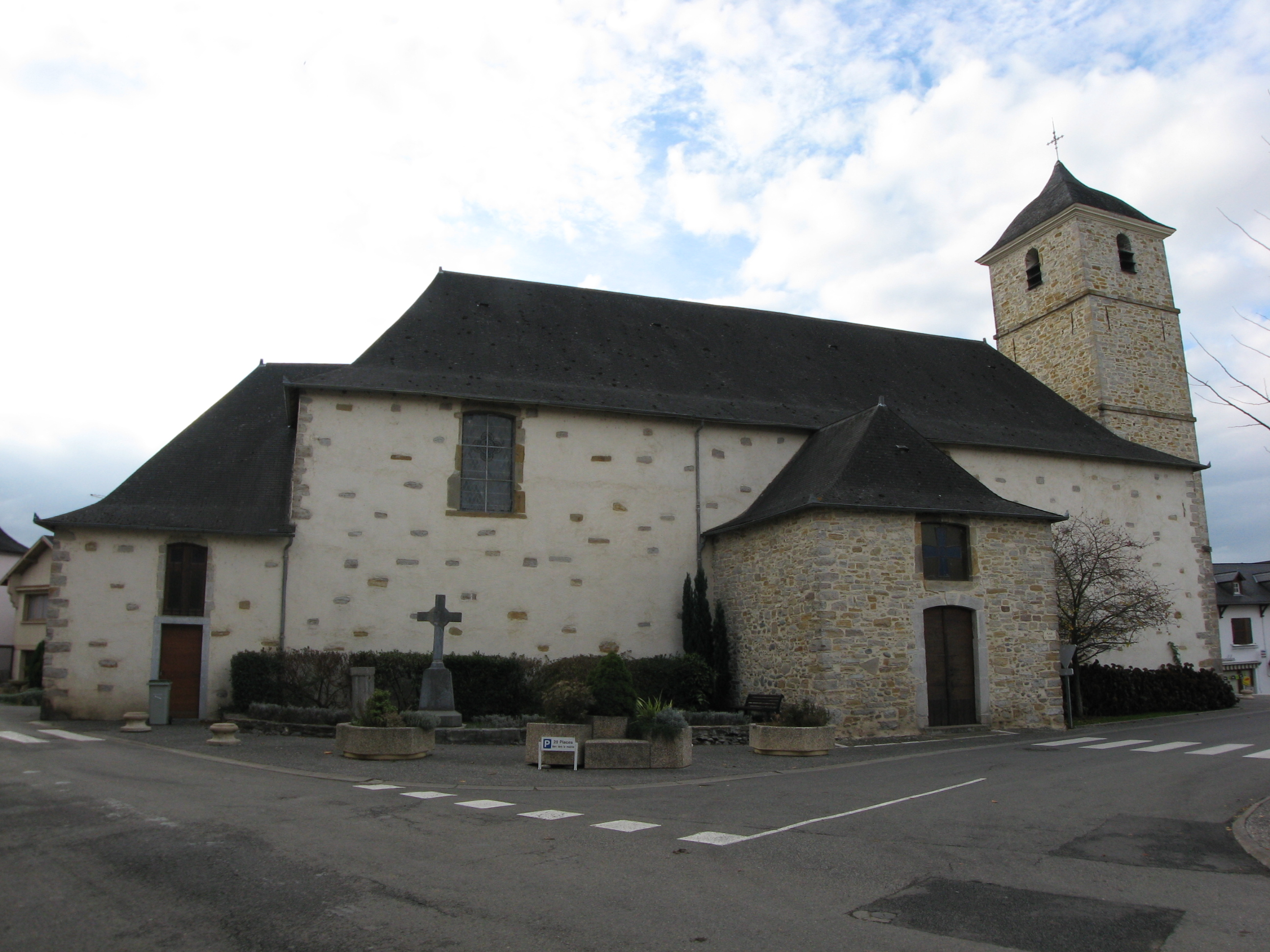
Pfarrkirche Saint-Jean-Baptiste

Eine erste, Johannes dem Täufer geweihte Kirche gab es seit dem Ende des 12. Jahrhunderts. Da diese aber in den Hugenottenkriegen teilweise zerstört wurde, ist die heutige Kirche an derselben Stelle in der Mitte des 17. Jahrhunderts neu aufgebaut worden. Gegen 1730 ließ Bischof de Revol Umbauten an der Kirche vornehmen. Insbesondere wurde die heutige Sakristei errichtet, um den Chor zu vergrößern. In der Folge wurden in der Kirche Synoden abgehalten und Ordinationen gefeiert. Bis zum Ende des 19. Jahrhunderts besaß die Kirche vier Kapellen, gewidmet Johannes dem Täufer, der Jungfrau Maria, den Seelen im Fegefeuer und der Maria Magdalena. Die beiden zuletzt genannten Kapellen gerieten in einen schlechten Zustand und aufgrund fehlender Mittel zur Instandhaltung wurden sie zwischen 1890 und 1900 abgerissen. Zu Beginn der 1990er Jahre fanden umfangreiche Renovierungsarbeiten statt. Die Kirche birgt viele bemerkenswerte Ausstattungsgegenstände, darunter einen Altar aus bemaltem und vergoldetem Holz aus dem 18. Jahrhundert, Statuen aus vergoldetem Holz, Büsten der Päpste Benedikt VIII. und Pius V. im Chor, einen Tabernakel in der Marienkapelle, einem Weihwasserbecken und sieben Gemälden des Malers Jean-Baptiste Smets.

### Schloss von Moumour

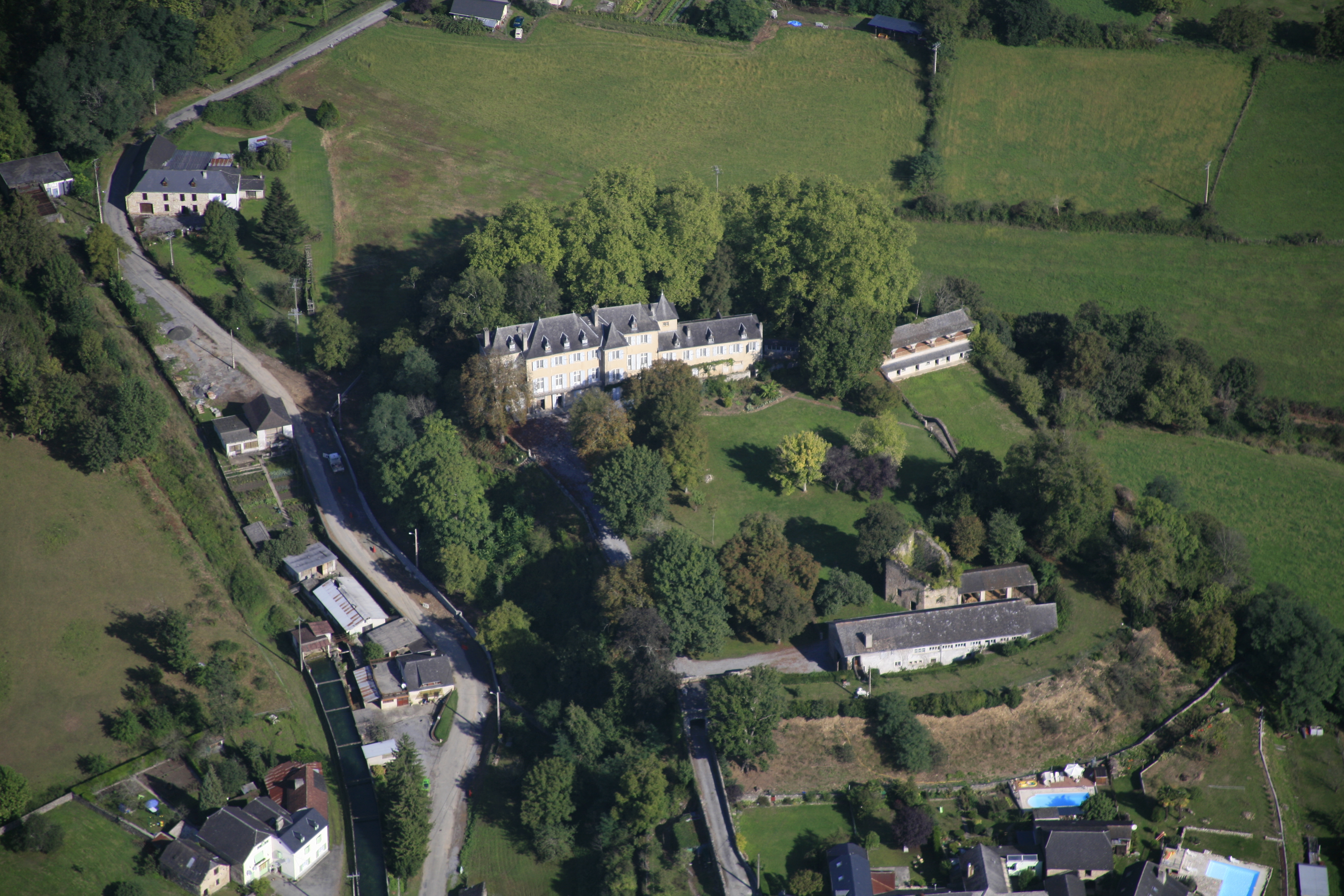
Luftbild vom Schloss von Moumour

Es wurde im 11. Jahrhundert erstmals erwähnt, im 16. Jahrhundert während der Hugenottenkriege beschädigt, anschließend wieder aufgebaut und im Laufe der Zeit mehrmals umgebaut. Im 18. Jahrhundert besaß das Schloss im Erdgeschoss einen Speisesaal, einen Gesellschaftssaal, Küchen und eine Orangerie. Zu Beginn der Französischen Revolution wurde 1789 das Schloss enteignet und am 3. März 1791 an die Familie Lamothe verkauft, die es um eine Etage aufstockten und einen Park anlegen ließen. Heutzutage wird das Schloss als Ferienunterkunft mit Gästezimmer genutzt.
Von der mittelalterlichen Burg hat nur der fünfeckige Bergfried als Ruine die Jahrhunderte überdauert. Am 27. Juni 1830 wurde der noch 23 m hohe Turm durch einen Blitzeinschlag beschädigt und die Besitzerfamilie senkten ihn um acht Meter. Seine Höhe beträgt heute nur noch zehn Meter im Vergleich zu 1958, als der Turm noch eine Höhe von 15 Meter aufwies. Die Mauern waren einst 1,3 m dick und mit Schieferplatten verkleidet. Zu Zeiten des Mittelalters besaß der Turm drei Ebenen, wie die Konsolen erkennen lassen. Das Erdgeschoss, das heute durch moderne Fenster beleuchtet wird, zeigte damals nur zwei einfache Schießscharten. Aus Sicherheitsgründen ist der Zugang zum Turm gegenwärtig zugemauert.

## Wirtschaft und Infrastruktur

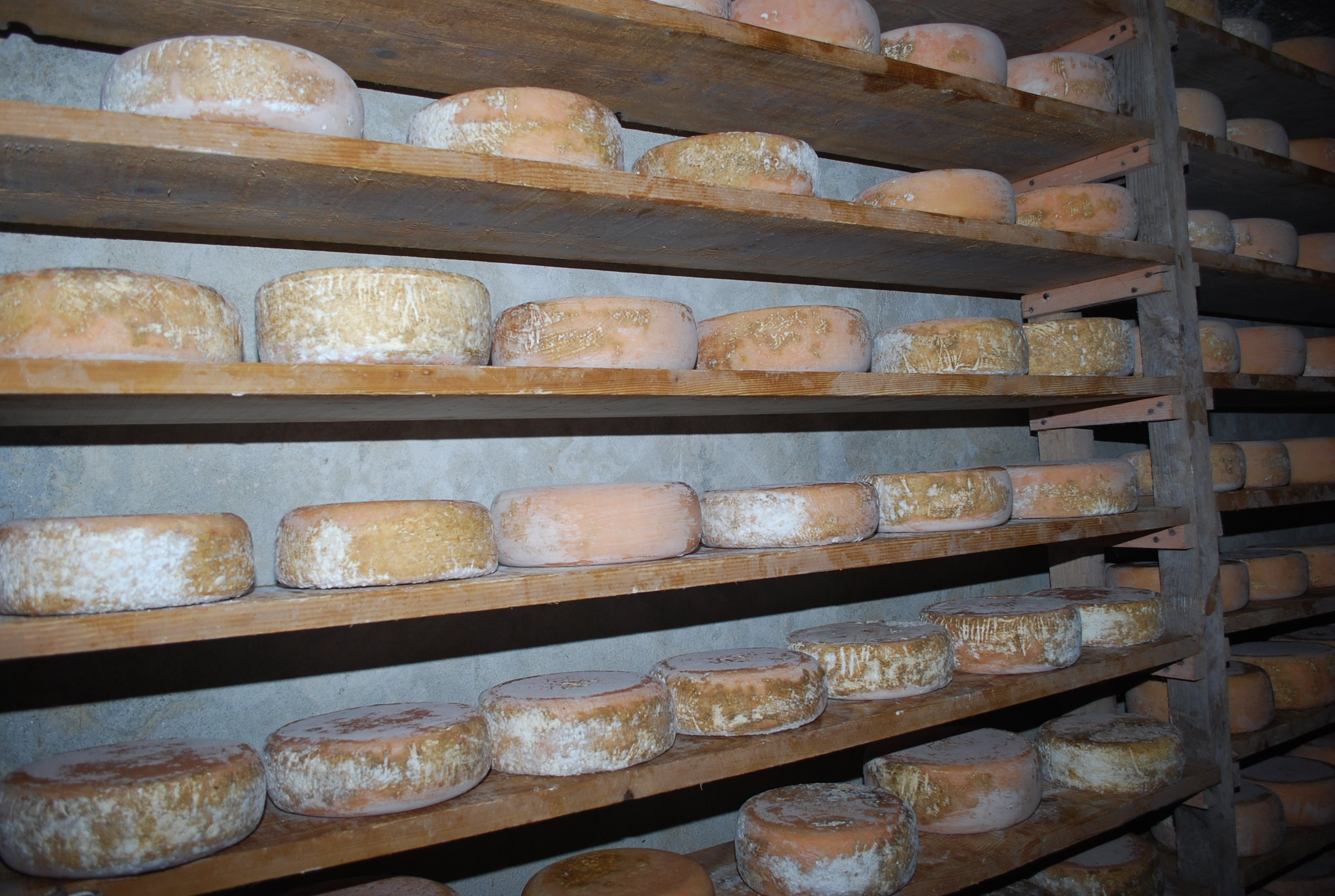
Ossau-Iraty

Moumour liegt in den Zonen AOC des Ossau-Iraty, eines traditionell hergestellten Schnittkäses aus Schafmilch, sowie der Schweinerasse und des Schinkens „Kintoa“.

### Bildung
Moumour verfügt über eine öffentliche Vor- und Grundschule mit 83 Schülerinnen und Schülern im Schuljahr 2017/2018.

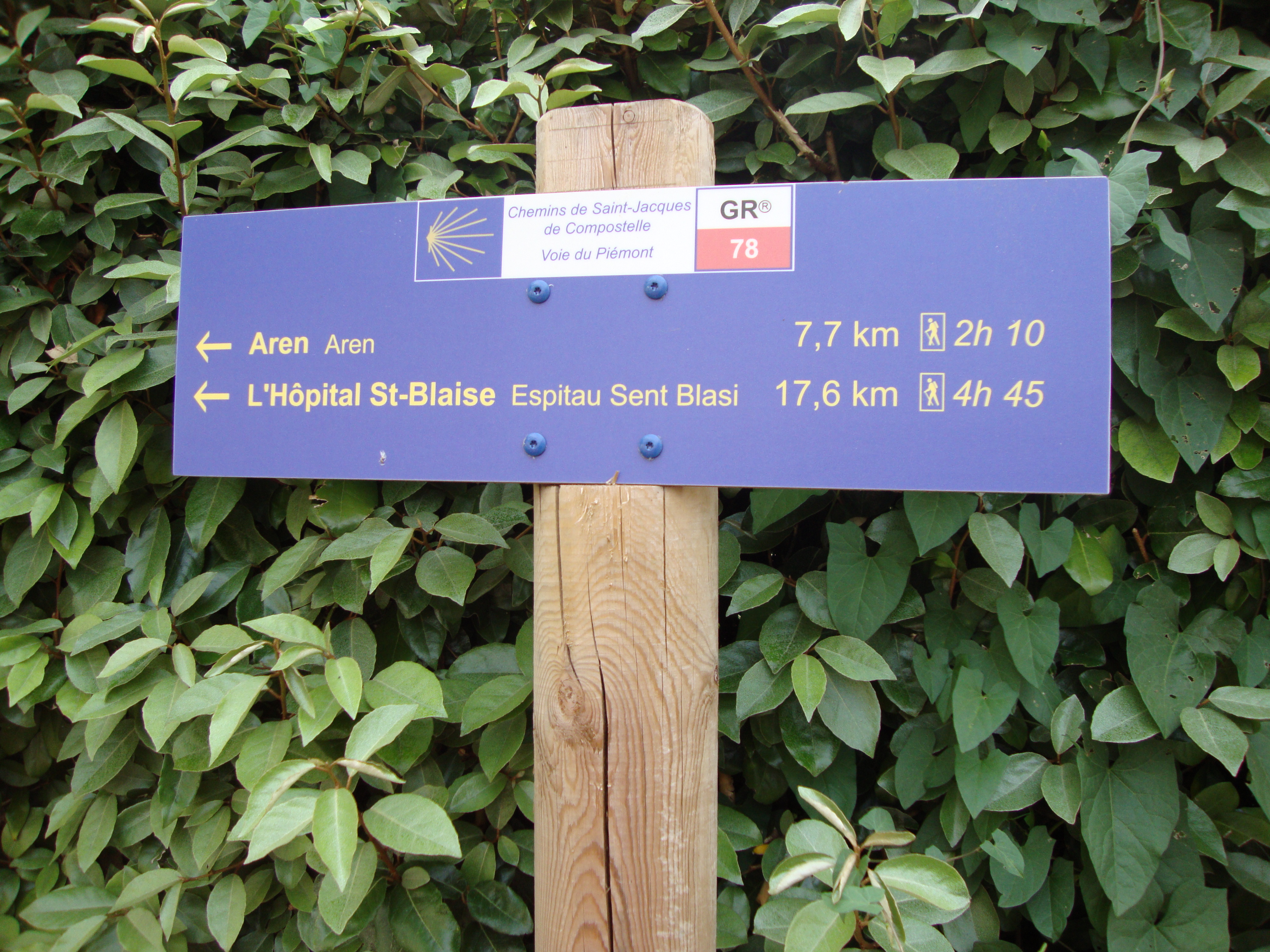
Schild mit Hinweis auf den Jakobsweg

### Sport und Freizeit
- Der Fernwanderweg GR 78 von Carcassonne nach Saint-Jean-Pied-de-Port führt durch das Zentrum der Gemeinde. Er folgt einem Nebenweg des Jakobswegs nach Santiago de Compostela.[18]

- Ein Rundweg von 6,4 km Länge mit einem Höhenunterschied von 110 m führt zu Fuß oder mit dem Fahrrad vom Zentrum der Gemeinde in die waldreiche Umgebung.[19]

### Verkehr
Moumour wird durchquert von den Routes départementales 424 und 936 (ehemalige Route nationale 636) und ist über eine Linie des Busnetzes Transports 64 über Oloron-Sainte-Marie und Mauléon-Licharre mit anderen Gemeinden des Départements verbunden.